# Ляховичи
Ляховичи (на беларуски: Ляхавічы; на руски: Ляховичи) е град в Беларус, административен център на Ляховичски район, Брестка област. Населението на града е 10 908 души (по приблизителна оценка от 1 януари 2018 г.).

## История
За пръв път селището е упоменато през 1572 година, през 1931 година получава статут на град.